# Rose Leslie
Rose Eleanor Arbuthnot-Leslie (Aberdeen, 9 de fevereiro de 1987) é uma atriz escocesa mais conhecida por ter interpretado Ygritte na série da HBO, Game of Thrones.

## Biografia
Rose Leslie nasceu em Aberdeen, Escócia, Reino Unido, crescendo no Castelo de Lickleyhead, a casa ancestral da família. Ela é filha de Sebastian Arbuthnot-Leslie, chefe do Clan Leslie, e Candida Sibyl Weld, a terceira de cinco crianças. Seus pais também são donos do Castelo de Warthill em Rayne, Aberdeenshire. Seu tataravô foi Guillermo de Landa y Escandón, ex-prefeito da Cidade do México.
Ela estudou em uma escola de Rayne e depois na Millfield School. Em seguida, Leslie passou três anos na London Academy of Music and Dramatic Art, se formando com um bacharelado de artes.
Leslie estreou profissionalmente como atriz em 2008 na série documental Banged Up Abroad. No ano seguinte ela participou do telefilme New Town. Em 2010, Leslie apareceu em sete episódios da série de televisão Downton Abbey como a empregada doméstica Gwen Dawson. Em seguida ela apareceu nas séries Case Histories e Vera. A partir de 2012, Leslie começou a interpretar a personagem Ygritte na série norte-americana Game of Thrones.
Em 2017, Leslie passou a interpretar o personagem Maia Rindell na série The Good Fight.

## Vida pessoal
Em 2011, iniciou um relacionamento com seu colega de elenco em Game of Thrones, Kit Harington. Em 23 de junho de 2018, se casaram no castelo de Wardhill, em Aberdeenshire, na Escócia, que pertence a família de Rose há 900 anos.
Em setembro de 2020, Rose apareceu grávida ao posar para uma sessão de fotos de uma revista. O casal teve um filho, que foi visto em público pela primeira vez em fevereiro de 2021. Em fevereiro de 2023, anunciaram que estavam a espera do segundo filho, em julho do mesmo ano anunciaram o nascimento de uma filha.

## Filmografia
| Ano         | Título                | Papel        | Notas                          |
| ----------- | --------------------- | ------------ | ------------------------------ |
| 2008        | Banged Up Abroad      | Kim          | Episódio: "Lima"               |
| 2009        | New Town              | Rhian        | Telefilme                      |
| 2010 / 2015 | Downton Abbey         | Gwen Dawson  | 8 episódios                    |
| 2011        | Case Histories        | Laura Wyre   | 2 episódios                    |
| 2012        | Vera                  | Lena Holgate | Episódio: "The Ghost Position" |
| 2012        | Now Is Good           | Fiona        |                                |
| 2012-2014   | Game of Thrones       | Ygritte      |                                |
| 2014        | Utopia                | Milner       |                                |
| 2014        | Honeymoon             | Bea          |                                |
| 2015        | The Last Witch Hunter | Chloe        |                                |
| 2015        | Luther                | DS Emma Lane | 2 episódios                    |
| 2016        | Morgan                | Amy          |                                |
| 2016        | Sticky Notes          | Athena       |                                |
| 2017        | The Good Fight        | Maia Rindell | Papel Principal                |